# Vini vidivici
Vini vidivici ist ein ausgestorbener Lori aus der Gattung der Maidloris (Vini). Er kam auf den Marquesas und auf Huahine vor. Der wissenschaftliche Name leitet sich vom Zitat Veni, vidi, vici (Ich kam, ich sah, ich siegte) ab, das Julius Caesar nach dem Sieg über Pharnakes II., König von Pontus, in der Schlacht bei Zela, im Jahre 47 v. Chr. an seinen Freund Gaius Matius formulierte. Auf diese Vogelart bezogen und dessen schnelles Aussterben nach Ankunft der ersten Siedler, soll dies andeuten, dass Menschen, die die Papageien zum ersten Mal erblickten, diese solange jagten, bis nur noch Knochen übrig waren.

## Merkmale
Der Holotypus ist ein vollständiger Tarsometatarsus, den der Archäologe Peter Bellwood im Dezember 1967 in der Lagerstätte Hanatekua auf Hiva Oa in den Marquesas zu Tage förderte. Weiteres Material umfasst einen Tibiotarsus, neun Rabenbeine, drei Oberarmknochen, einen Carpometacarpus, sieben Tarsometatarsi und zwei Unterkiefer von der Lagerstätte Hane auf Ua Huka sowie ein Rabenbein und zwei Tarsometatarsi von der Lagerstätte Hanamiai auf Tahuata. Daneben ist Material von der Fundstelle Faʻahia auf der Insel Huahine bekannt. Nach der ebenfalls auf den Marquesas vorgekommenen Art Vini sinotoi war Vini vidivici die zweitgrößte Art der Maidloris. Anfangs legte die Größe des Tarsometatarsus die Vermutung nahe, dass die Art zur Gattung der Laufsittiche (Cyanoramphus) gehört. Aus diesem Grund wurden gründliche osteologische Vergleiche zwischen den Gattungen Vini und Cyanoramphus sowie geografische Vergleiche mit der Gattung der Maskensittiche (Prosopeia) von Fidschi und Tonga durchgeführt. Diese Vergleiche zeigten, dass das subfossile Knochenmaterial eindeutig der Gattung Vini zuzuordnen ist.

## Aussterben
Die stratigraphische Zuordnung der Knochen zeigt, dass diese Art bis kurz nach Ankunft der ersten Siedler auf den Marquesas überlebt hat. Das Aussterben von Vini vidivici erfolgte vermutlich zwischen 1000 und 1200 n. Chr.